# 록스프링스 학살
록 스프링스 학살(Rock Springs Masscre)은 1885년 9월 2일 미국의 와이오밍주, 스위트워터군(county)에 있는 록스프링시에서 하루 동안 일어났다.
이 소요 사태는 중국에서 이민 온 광부들과 백인 이민 광부들 사이에 일어난 것으로써 인종적 긴장감과 계속되고 있던 노동 쟁의의 결과였다. 당시의 노동 쟁의는 유니온 퍼시픽 철도사(社)의 석탄 부문(Union Pacific Coal Department)의 중국인 광부들에게 백인 광부보다 적은 임금을 주는 정책에 반대하는 것이었다. 이 정책으로 인해 중국인들은 백인 광부들에 비해 더 많이 채용되었다. 백인 광부들은 이에 못 마땅해 하고 있었고 이러한 분위기는 소요 사태의 원인이 된다. 하지만 타 인종 간의 긴장감이 학살의 주요한 원인이었다. 소요가 끝이 났을 때, 최소 28명의 중국인 광부가 죽었고 15명이 부상을 입었다. 백인 폭도들은 75채의 중국인 집을 태웠다. 약 당시 화폐 가치로 만오천 달러(오늘로 따지면 388만 달러 정도)에 이르는 재산 피해였다.
미국 서부에서의 백인 이주민과 중국인 이민자들 사이의 긴장은 19세기 후반 특이하게 높았다. 이 폭력 사태 이전의 10년 동안 특히 그랬다. 록 스프링스에서의 학살은 미국에 쌓이고 있던 수년간의 혐중국인 감정의 분출이라 볼 수 있다. 1882년의 중국인 추방안은 10년 동안 중국인 이민을 중지시켰다. 그러나 수천 명의 중국 이민자들이 이미 미 서부로 들어온 후혔다.
와이오밍 지역의 대부분의 중국인들은 처음에는 철도와 관련된 일을 했다. 그러나 상당수가 유니온 퍼시픽 철도가 소유한 광산업(석탄 채굴업)쪽으로 채용되게 된다. 중국인 유입이 증가하면서 중국인 혐오 감정도 커졌다. 노동자 기사단(The Knights of Labor)는 중국인 노동자들을 반대하는 데 선두에 선 단체 중 하나였다. 그들은 1883년 록 스프링스에 지회를 만들었고, 대부분의 소요자들은 이 단체의 회원이었다. 그러나 전미 노동자 기사단과 이 폭력 사태에는 어떠한 직접적 연결관계가 성립하지 않았다.
소요의 직후, 연방 군대가 록 스프링스에 배치되었다. 그들은 생존한 중국인 광부들을 보호했다. 그러나 생존한 중국인들 다수는 소요가 일어난 지 일주일 만에 록스프링스에서 서쪽으로 100마일 떨어진 에반스턴(Evanston)으로 피난했다. 당시의 인쇄 매체는 재빠르게 반응을 내놓았다. 록스프링스의 지역 신문은 백인의 편에 서서 소요의 결과를 이야기 했다. 반면 와이오밍의 다른 지역의 신문들의 지원은 백인 광부들이 원인인 만큼 그들에 대한 동정의 수준에 그쳤다.
록 스프링스에서의 학살 사태는 미국의 중국인 혐오 폭력의 물결을 촉발했다. 워싱턴 주의 푸젯 사운드 지역에서 일어난 폭력 사태에 특히 큰 영향을 미쳤다.